# Piraí
Piraí là một đô thị thuộc bang Rio de Janeiro, Brasil. Đô thị này có diện tích 505,466 km², dân số năm 2007 là 24363 người, mật độ 48,2 người/km².